# 奧斯吉力亞斯之戰
奧斯吉力亞斯之戰（英語：Battle of Osgiliath）是托爾金奇幻作品《魔戒》的虛構戰役。
奧斯吉力亞斯之戰是帕蘭諾平原戰役的前哨戰。

## 背景
在戰前，索倫經已恢復他的軍事力量，準備進攻中土大陸。他的第一步是攻打最具威脅的剛鐸。為了攻陷剛鐸首都米那斯提力斯，必須先攻佔地處安都因河戰略重地的剛鐸前首都奧斯吉力亞斯，渡河的渡口正好處於奧斯吉力亞斯（安都因河貫穿奧斯吉力亞斯）。這是大型軍隊唯一可渡河的地方（佩拉格及凱爾安卓斯亦有渡口，但奧斯吉力亞斯更加直接），有大橋橫跨安都因兩岸。如果索倫拿下奧斯吉力亞斯，索倫便可自由指揮軍隊渡河，兵鋒直指米那斯提力斯。
自伊西力安落入索倫之手以後，對奧斯吉力亞斯的爭奪一直持續了很長時間，如III-2475年間，巫王親率大軍橫掃伊西立安，佔領了奧斯吉力亞斯，但旋即被當時身為攝政王兒子的波羅莫一世（遠征隊的波羅莫是為了紀念這位英雄）所擊敗。防壁拉馬斯安澈（Rammas Echor）保護著米那斯提力斯，並連接奧斯吉力亞斯，連接處建有幹道堡壘，雖然奧斯吉力亞斯己成為廢墟，但幹道堡壘仍有重兵駐守。由於國力衰微，外牆經已失修。
第三紀元3018年6月，魔多對奧斯吉力亞斯發動新一輪攻勢。因為索倫為了掩護戒靈渡河（戒靈怕水），故此派遣大軍攻擊，在戒靈刺激下，魔多士兵陷於嗜血的狀態，守軍不敵，奧斯吉力亞斯東岸迅速失陷，波羅莫死守著西岸，並摧毀了連接東西岸的橋樑，暫時終止了魔多的攻勢，剛鐸仍保有西岸。魔多停止了攻勢很可能是因為這只是試探性質。波羅莫接著離開剛鐸，到瑞文戴爾參加會議，尋找至尊魔戒的下落，之後再也沒有回來。
波羅莫的弟弟法拉墨則帶領數支游擊隊深入伊西力安附近，伏擊向黑門機動的敵軍。佛羅多和山姆就偶而遇見過游擊隊伏擊哈拉德林人。

## 戰事
當魔多的進攻信號亮起及米那斯魔窟的響應，意味著魔多全面向中土大陸發動進攻。奧斯吉力亞斯之戰是中土大陸南部的第一場戰役。
此前，剛鐸攝政王迪耐瑟二世命法拉墨率軍到奧斯吉力亞斯增援。甘道夫亦從米那斯提力斯趕往奧斯吉力亞斯，援護戰敗的法拉墨及傷兵。魔多早已作出準備，在多個月前暗中建造大量舟筏，聚集大量軍隊渡過安都因河進軍剛鐸佔領的西岸。
激戰過後，法拉墨的剛鐸軍隊損失慘重，只得撤至拉馬斯安澈的幹道堡壘。半獸人炸開城牆攻入堡壘。守軍向米那斯提力斯撤退。法拉墨在撤退時與一名南方騎士糾纏，卻遭帶毒箭矢所傷，並受到戒靈的黑之吹息重創。迪耐瑟命多爾安羅斯親王印拉希爾率領部下騎兵抵擋追兵。同時，半獸人在奧斯吉力亞斯修補橋樑。魔多的主力部隊亦抵達米那斯提力斯，佛羅多曾經目睹他們進開米那斯魔窟。另外，一股更浩大的魔多大軍由黑門往奧斯吉力亞斯聚攏，並進入西岸，還有一些從凱爾安卓斯那邊趕來。
奧斯吉力亞斯失陷後，索倫大軍從這裡進軍，圍攻米那斯提力斯，並爆發帕蘭諾平原戰役。

## 改編描述

### 1981年電台劇
奧斯吉力亞斯之戰幾乎隻字不提，只提到奧斯吉力亞斯失陷後，甘道夫向迪耐瑟二世匯報，也沒有提及騎兵敗挫追兵。法拉墨受到重創，被送入城內，迪耐瑟感到極度絕望，米那斯提力斯的控制權落在甘道夫身上。

### 2003年電影

半獸人軍官葛斯摩帶領半獸人軍隊橫渡安都因河。

基於影視原因，彼得·傑克遜執導的《魔戒三部曲：王者再臨》僅扼要地描述奧斯吉力亞斯之戰。是役始於米那斯魔窟的訊號，數千名半獸人在葛斯摩及戒靈的領導下橫渡安都因河。在加長版裡，剛鐸士兵沒有注意到悄悄逼近的半獸人，直至一名哨兵被射殺。
奧斯吉力亞斯守軍遂躲在古老的石柱後伏擊半獸人。半獸人不斷湧入西岸，守軍寡不敵眾。半獸人甚至建造橋樑從另一處進佔西岸。初時，法拉墨與副手馬德爾（Madril）命部下在不同地點伏擊敵軍。半獸人雖傷亡甚眾，但剛鐸守軍依然抵敵不住，開始沿路敗退。後來，剛鐸守軍乘上坐騎撤往米那斯提力斯。馬德爾撤退時受傷，並被葛斯摩所殺。
法拉墨及其殘軍經帕蘭諾平原撤退，受到戒靈擾襲。甘道夫騎著影疾接應敗軍，舉起權杖射出白光，趕走戒靈。
法拉墨會見其父親，迪耐瑟二世覺得西岸不應該那麼容易失陷，命法拉墨前往收復。這是迪耐瑟二世開始陷入癲狂的癥兆，因為敵軍在奧斯吉力亞斯已佔有地利優勢，而且數量龐大。在小說裡，法拉墨履行了防守奧斯吉力亞斯的命令，導致幾乎喪命，但迪耐瑟二世並沒有下這個自殺式的命令。
法拉墨並沒有遵從甘道夫的勸告，與殘餘的二百名戰士向奧斯吉力亞斯進攻。當他們接近奧斯吉力亞斯時，箭雨鋪天蓋地般落在剛鐸戰士身上（結果並沒有直接顯示在電影裡但強烈地暗示了），唯一可知的倖存者是法拉墨，他的胸肩甲之間的位置受創。奧斯吉力亞斯失陷得以讓半獸人建造橋樑渡口，給半獸人、攻城塔及投石器渡河。
在電影《魔戒二部曲：雙城奇謀》加長版的記錄影片裡，肖恩·賓（Sean Bean）提到奧斯吉力亞斯約有二萬人類守軍，但托爾金並沒有在小說裡具體說明守軍的數量。